# Pablo de Olavide (métro de Séville)
Pablo de Olavide est une station de la ligne 1 du métro de Séville. Elle est située sur l'avenue de Séville, dans le district Sud, à Séville.

## Situation sur le réseau

Plan du réseau.

Établie en souterrain, Pablo de Olavide est une station de passage de la ligne 1. Elle est située en zone tarifaire 1, après Cocheras, en direction du terminus est de Ciudad Expo, et avant Condequinto, en direction du terminus sud-ouest d'Olivar de Quintos.
Elle comprend les deux voies de la ligne, encadrant un quai central équipé de portes palières.

## Histoire
La station ouvre au public lors de mise en service de la ligne, le 2 avril 2009.

## Services aux voyageurs

### Accès et accueil
L'accès à la station s'effectue par un passage situé sous les voies, le long de l'avenue de Séville. 

### Desserte
Pablo de Olavide est desservie par les rames CAF Urbos II qui circulent sur la ligne 1.

### Intermodalité
La station est en correspondance avec la ligne d'autobus urbain 38 du réseau Tussam et les lignes d'autobus interurbains M-123 et M-130 du consortium des transports métropolitains de l'aire de Séville (CTMAS).

## À proximité
La station dessert le campus de l'université Pablo-de-Olavide (UPO) et la cité sportive Ramón Cisneros.